# Nicolás Marichal
Nicolás Marichal Pérez (ur. 17 marca 2001 w Sarandí del Yí) – urugwajski piłkarz występujący na pozycji środkowego obrońcy, od 2022 roku zawodnik rosyjskiego Dinama Moskwa.